# Più forte dell'odio (film 1923)
Più forte dell'odio (The Song of Love) è un film muto del 1923 diretto da Chester M. Franklin e Frances Marion di cui fu l'ultima regia. Il film fu interpretato e prodotto da Norma Talmadge. Tra gli altri interpreti, Joseph Schildkraut, Arthur Edmund Carewe, Larry Wherat, Maude Wayne.

## Trama
In Algeria, il capo arabo Ramlika sogna di buttar fuori dalla sua terra i francesi e di farsi incoronare re del Nord Africa. Una danzatrice, Noorma-hal, benché lo odi, segue i suggerimenti dello zio Chandra-lal, che le consiglia di accettare di diventare la sua sposa. Quando però lei conosce Raymon Valverde, una spia venuta in mezzo agli arabi per conoscere i loro piani, tradisce i suoi, affascinata dallo straniero. Ramilka conduce un attacco contro la guarnigione francese dove Valverde, senza truppe, soccombe agli assalitori. Noorma-hal offre la propria vita per salvarlo ma poi, piuttosto che restare con Ramilka, si spara, cercando la morte. L'arrivo delle truppe francesi salverà la situazione e anche la vita di Noorma-hal.

## Produzione
Il film fu prodotto dalla Norma Talmadge Film Corporation con il titolo di lavorazione Dust of Desire.

## Distribuzione
Distribuito dalla Associated First National Pictures, il film - presentato da Joseph M. Schenck - uscì nelle sale cinematografiche statunitensi il 24 dicembre 1924.

## Conservazione
Copia del film viene conservata negli archivi della Library of Congress (positivo 35 mm) e nell'Archivio Cinematografico Ceco (positivo in nitrato a 35 mm).
Il film viene citato nel documentario The Silent Feminists: America's First Women Directors del 1993.